# Castle Batch

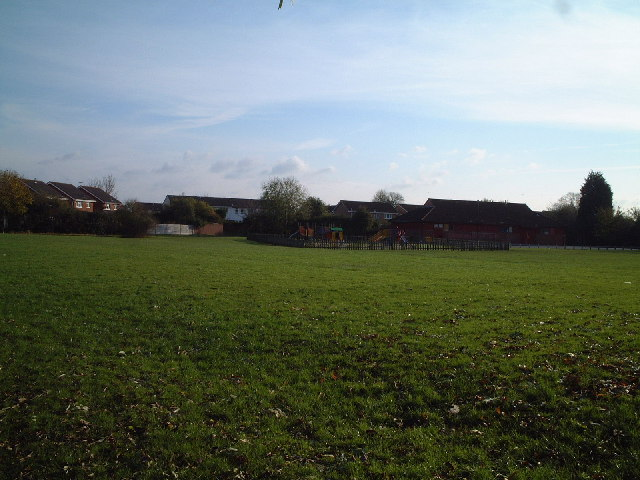
Anwesen des Castle Batch

Castle Batch ist eine abgegangene Burg im Dorf Worle über der Stadt Weston-super-Mare in der englischen Verwaltungsgrafschaft North Somerset.

## Geschichte und Konstruktion
Die Motte ließ der normannische Adlige Walter von Douai in der Zeit zwischen der normannischen Eroberung Englands 1066 und dem Jahr 1086 errichten. Sie wurde auf eine Hügelkette, die die umgebende Landschaft überragt, gebaut und enthielt einen Mound der heute noch 3 Meter hoch ist und einen Durchmesser von 42 Meter hat. Ein bis zu 10 Meter breiter Burggraben umgibt ihn. Der Eingang befand sich vermutlich auf der Nordseite der Motte. Auch eine mögliche Vorburg um die Motte wurde identifiziert. Castle Batch wurde als typische Motte charakterisiert, aber der Mound hat eine leichte Einkerbung in der Mitte, weshalb der Archäologe Stuart Prior sie für ein Ringwerk hält.
Um 1200 gehörte das Anwesen einem William de Courtney und 1303 John de Beauchamp, 1. Baron Beauchamp.

## Heute
Heute bildet das Gelände einen Teil des örtlichen Parklandes und gilt als Scheduled Monument.